# رقصة السيف والترس
رقصة السيف والترس هي رقصة شامية شهيرة في مدينة دمشق تؤدى بالسيف والترس من قبل مجموعة من الرجال المدربين المتمرسين في الأعراس الدمشقية , وهناك العديد من الفرق المتخصصة برقصة السيف والترس في دمشق تشارك في الافراح والمناسبات . وتكون عادة تابعة لما يعرف بالعراضة الشامية (العراضة الشامية أو العراضة الدمشقية هي موكب احتفالي يقوم به عدد من الرجال احتفاءً بحدث ما ولا يوجد تاريخ محدد لظهور العراضة الشامية، فمنذ عدة قرون كان سكان و آهالي الحي الواحد يحتفلون بمناسباتهم الاجتماعية أو الدينية بالتجمع ضمن الحارة وتردد الاغنيات الشعبية الموروثة المتناسبة مع الحدث المحتفى به والمعبرة عن البيئة الشامية).